# O Animal que Logo Sou
O Animal que Logo Sou é um livro do filósofo Jacques Derrida publicado no Brasil em 2002.

## O livro
O Animal que Logo Sou foi editado por Marie-Louise Mallet a partir de textos e gravações de palestras dadas na Cerisy-la-Salle.
O livro está dividido em quatro capítulos, o primeiro dos quais, "O animal que logo sou", dá o seu título ao conjunto. Este primeiro capítulo apareceu na colecção de actos do colóquio de Cerisy, L'Animal autobiographique (O Animal autobriográfico). O terceiro capítulo, "E se o animal responder ?", foi inserido no Cahier de l'Herne dedicado ao filósofo. O segundo e quarto capítulos (a transcrição da gravação sobre Heidegger) não têm título e são inéditos.
O tema do livro é o status do animal na filosofia moderna e contemporânea. Derrida examina sucessivamente os trabalhos de Descartes, Kant, Levinas, Lacan e Heidegger .

## Derrida e o animal
Como Derrida observa ele mesmo, a questão do animal e da animalidade tem sido uma preocupação  nos escritos dele muito antes da Conferência Cerisy de 1997. Ele fala sobre a animalidade da carta em Escritura e a diferença (1967), o pronunciamento de Heidegger sobre o animal ser "pobre no mundo" em Of Spirit (1989) e, numa entrevista com o Jean-Luc Nancy intitulada "Eating Well, or the Calculation of the Subject" (1989), Derrida discute a ética do consumo de carne. Os seminários finais de Derrida, de 2001 a 2003, discutem amplamente os animais e a animalidade, e foram publicados postumamente em dois volumes sob o título A Besta e o Soberano.

## O livro no cinema
O filme de Jean-Luc Godard, Adeus à Linguagem (Adieu au Langage) cita várias vezes O Animal que Logo Sou.

Em uma cena inicial do thriller de Michael Mann Blackhat, O Animal que Logo Sou pode ser visto na prateleira da prisão do protagonista Nicholas Hathaway, um hacker condenado interpretado por Chris Hemsworth. 

## Artigos relacionados
- Jacques Derrida
- Grammatologia
- Fenomenologia
- Antiespecismo
- Falogocentrismo